# Orbis
Orbis byla tiskárna, nakladatelství a vydavatelství novin a časopisů se sídlem v Praze. Vznikl jako akciová společnost v roce 1921 a zaměřoval se především na českou a cizojazyčnou politickou a odbornou literaturu a noviny, např. Prager Presse. Po roce 1948 znárodněn a přeměněn na národní podnik. Zároveň s tím se součástí Orbisu staly další znárodněné podniky, jako třeba grafické závody V. Neubert a synové, v roce 1949 Československé filmové nakladatelství apod. Poté vydávalo populárně naučné i odborné tituly zejména z oblasti divadla, filmu a fotografie.
V roce 1990 byl Orbis začleněn do organizační struktury Československého rozhlasu, který byl spolu s Orbisem roku 1992 zrušen. Znovuobnoven byl Orbis v roce 1993 jako příspěvková organizace, která se nově začala také věnovat překladu, tlumočení a propagaci Česka. V roce 1997 zprivatizován.